# شاهد کپور
شاهد کپور (انگلیسی: Shahid Kapoor؛ زادهٔ ۲۵ فوریهٔ ۱۹۸۱) بازیگر هندی است که در فیلم‌های هندی‌زبان حضور دارد. او در آغاز برای بازی در نقش‌های عاشقانه شناخته شد و از آن زمان در فیلم‌های اکشن و هیجان‌انگیز نقش‌هایی گرفته‌است. او دریافت‌کنندهٔ جوایز مختلفی از جمله سه جایزهٔ فیلم‌فیر بوده‌است.
کپور فرزند بازیگران پانکاج کپور و نیلیما عظیم است که در ابتدا به‌عنوان رقصنده آموزش دید. او به‌عنوان رقصندهٔ پس‌زمینه در چند فیلم دههٔ ۱۹۹۰ ظاهر شد و بعدها در موزیک ویدئوها و تبلیغات تلویزیونی حضور داشت. او آغاز به کار سینمایی خود را در سال ۲۰۰۳ با بازی در کمدی رمانتیک عشق عاشقانه انجام داد که ابتدا فیلم ناموفق بود اما سپس عملکرد بهتری داشت و او برایش برندهٔ جایزهٔ فیلم‌فیر در رشتهٔ بهترین آغاز به کار مرد شد. او این روند را با نقش‌هایی در چندین شکست تجاری ادامه داد اما مدتی بعد نقش اصلی درام خانوادگی پرفروش ازدواج ساختهٔ سورج بارجاتیا را ایفا کرد.
کپور بابت بازی در نقش بازرگانی مشکل‌دار در کمدی رمانتیک وقتی همدیگر را دیدیم (۲۰۰۷) و برادران دوقلو در فیلم اکشن رذل (۲۰۰۹) تحسین شد. پس از مجموعه‌ای از فیلم‌های ناموفق، او در فیلم اکشن آر… راجکومار (۲۰۱۳) درخشید. بازی در نقش شاهزاده هملت در تراژدی حیدر (۲۰۱۴) و خوانندهٔ معتاد در درام جنایی پنجاب مرتفع (۲۰۱۶) برایش تحسین بیشتری به همراه داشت. او برای اولی برندهٔ جایزهٔ فیلم‌فیر بهترین بازیگر مرد و برای دومی برندهٔ جایزهٔ منتقدان فیلم‌فیر شد. پرفروش‌ترین فیلم‌های کپور در درام تاریخی پادماواتی (۲۰۱۸) و درام عاشقانهٔ کبیر سینگ (۲۰۱۹) بود. او از آن هنگام در مجموعهٔ درام-جنایی آمازون پرایم ویدئو، با نام جعلی (۲۰۲۳) ایفای نقش کرده است.
کپور علاوه بر بازیگری، از مؤسسات خیریه حمایت می‌کند، مراسم اهدای جوایز را میزبانی می‌کند و به‌عنوان داور استعدادیابی در برنامهٔ تلویزیونی حضور داشته‌است. او با میرا راجپوت ازدواج کرده‌است که از او دو فرزند دارد.

## جوایز سینمایی

### جوایز بیگ استار
| سال  | عنوان                                            | فیلم                              | نتیجه    |
| ---- | ------------------------------------------------ | --------------------------------- | -------- |
| ۲۰۱۳ | سرگرم‌کننده‌ترین بازیگر اکشن                       | راجکومار                          | نامزدشده |
| ۲۰۱۳ | سرگرم‌کننده‌ترین بازیگر کمدی                       | فاتاپسترنیکلاهرو                  | نامزدشده |
| ۲۰۱۳ | سرگرم‌کننده‌ترین رقص                               | "گندی بات (حرفای جلف)" - راجکومار | نامزدشده |
| ۲۰۱۴ | سرگرم‌کننده‌ترین رقص                               | "بیسمل (زخمی)" - حیدر             | نامزدشده |
| ۲۰۱۴ | سرگرم‌کننده‌ترین بازیگر مرد در یک فیلم هیجان انگیز | حیدر                              | نامزدشده |
| ۲۰۱۴ | سرگرم‌کننده‌ترین بازیگر مرد                        | حیدر                              | برنده    |

### جوایز فیلم فیر
| سال  | عنوان                      | فیلم               | نتیجه    |
| ---- | -------------------------- | ------------------ | -------- |
| ۲۰۰۴ | بهترین بازیگر مرد تازه‌وارد | عشق وشق            | برنده    |
| ۲۰۰۸ | بهترین بازیگر مرد          | وقتی همدیگررادیدیم | نامزدشده |
| ۲۰۱۰ | بهترین بازیگر مرد          | عوضی               | نامزدشده |
| ۲۰۱۵ | بهترین بازیگر مرد          | حیدر               | برنده    |

### جوایز آیفا
| سال  | عنوان                      | فیلم               | نتیجه     |
| ---- | -------------------------- | ------------------ | --------- |
| ۲۰۰۴ | بهترین بازیگر مرد تازه‌وارد | عشق وشق            | برنده     |
| ۲۰۰۸ | بهترین بازیگر مرد          | وقتی همدیگررادیدیم | نامزدشده  |
| ۲۰۱۰ | بهترین بازیگر مرد          |                    | نامزدشده  |
| ۲۰۱۵ | بهترین بازیگر مرد          | حیدر               | در انتظار |

### جوایز اسکرین
| سال  | عنوان                            | فیلم                 | نتیجه    |
| ---- | -------------------------------- | -------------------- | -------- |
| ۲۰۰۴ | بهترین بازیگر مرد تازه‌وارد       | عشق وشق              | برنده    |
| ۲۰۰۵ | زوج برتر (همراه کارینا کپور)     | فدا                  | نامزدشده |
| ۲۰۰۶ | بهترین بازیگر مرد                | شکار                 | نامزدشده |
|      | بهترین بازیگر مرد                | ازدواج               | نامزدشده |
| ۲۰۰۷ | زوج برتر (همراه آمریتا رائو)     | ازدواج               | نامزدشده |
| ۲۰۰۸ | بهترین بازیگر مرد                | وقتی همدیگر را دیدیم | نامزدشده |
| ۲۰۰۸ | زوج برتر (همراه کارینا کپور)     | وقتی همدیگر را دیدیم | نامزدشده |
| ۲۰۱۰ | بهترین بازیگر محبوب              | عوضی                 | برنده    |
| ۲۰۱۰ | زوج برتر (همراه پریانکا چوپرا)   | عوضی                 | نامزدشده |
| ۲۰۱۰ | زوج برتر دهه (همراه کارینا کپور) |                      | نامزدشده |
| ۲۰۱۱ | بهترین بازیگر محبوب              | کمپانی بد ها         | نامزدشده |
| ۲۰۱۲ | بهترین بازیگر محبوب              | موسم                 | نامزدشده |
| ۲۰۱۴ | بهترین بازیگر مرد محبوب          | راجکومار             | نامزدشده |
| ۲۰۱۵ | بهترین بازیگر مرد                | حیدر                 | برنده    |
| ۲۰۱۵ | زوج برتر (همراه تابو)            | حیدر                 | برنده    |
| ۲۰۱۵ | LifeOK Hero Award                | حیدر                 | برنده    |

### جوایز استارداست
| سال  | عنوان                                  | فیلم                 | نتیجه    |
| ---- | -------------------------------------- | -------------------- | -------- |
| ۲۰۰۴ | ستاره مرد آینده                        | عشق وشق              | برنده    |
| ۲۰۰۸ | بهترین بازیگر از دید منقدان            | وقتی همدیگر را دیدیم | برنده    |
| ۲۰۰۸ | ستاره مرد سال                          | وقتی همدیگر را دیدیم | نامزدشده |
| ۲۰۱۰ | بهترین بازیگر مرد از دید منتقدان       | عوضی                 | برنده    |
| ۲۰۱۰ | ستاره مرد سال                          | عوضی                 | نامزدشده |
| ۲۰۱۴ | بهترین بازیگر درام                     | حیدر                 | برنده    |
| ۲۰۱۴ | Stardust Star of the Year Award - Male | حیدر                 | نامزدشده |

### جوایز استار گیلد
| سال  | عنوان                                    | فیلم                 | نتیجه    |
| ---- | ---------------------------------------- | -------------------- | -------- |
| ۲۰۱۰ | Chevrolet Heartbeat of the Nation (Male) |                      | برنده    |
| ۲۰۰۸ | بهترین بازیگر مرد                        | وقتی همدیگر را دیدیم | نامزدشده |
| ۲۰۱۰ | بهترین بازیگر مرد                        | عوضی                 | نامزدشده |
| ۲۰۱۵ | بهترین بازیگر مرد                        | حیدر                 | برنده    |

### جوایز زی سینه
| سال  | عنوان                      | فیلم                 | نتیجه    |
| ---- | -------------------------- | -------------------- | -------- |
| ۲۰۰۴ | بهترین بازیگر مرد تازه‌وارد | عشق وشق              | برنده    |
| ۲۰۰۸ | بهترین بازیگر مرد          | وقتی همدیگر را دیدیم | نامزدشده |